# San Martín, Acayucan
San Martín är en ort i Mexiko.   Den ligger i kommunen Acayucan och delstaten Veracruz, i den sydöstra delen av landet, 500 km öster om huvudstaden Mexico City. San Martín ligger 154 meter över havet och antalet invånare är 190.
Terrängen runt San Martín är lite kuperad. Runt San Martín är det ganska tätbefolkat, med 72 invånare per kvadratkilometer. Närmaste större samhälle är Acayucan, 14,6 km söder om San Martín. Omgivningarna runt San Martín är en mosaik av jordbruksmark och naturlig växtlighet.